# Yllenus arenarius
Yllenus arenarius är en spindelart som beskrevs av Simon 1868. Yllenus arenarius ingår i släktet Yllenus och familjen hoppspindlar. Inga underarter finns listade i Catalogue of Life.